# لافينا بونتي تريزا
لافينا بونتي تريزا هي بلدية تقع على بحيرة لوغانو في مقاطعة فاريزي بمنطقة لومباردي الإيطالية، وتبعد حوالي 60 كيلومترًا (37 ميل) شمال غرب ميلانو، وحوالي 15 كيلومترًا (9 ميل) شمال مدينة فاريزي، على الحدود مع سويسرا.
تحد لافينا بونتي تريزا البلديات التالية: بروسيمبيانو، كاديجليانو-فيكوناجو، كاسلانو (سويسرا)، مارزيو، وتريسا (سويسرا).

## التاريخ
تتكون لافينا بونتي تريزا من جزأين متميزين: لافينا، التي تُعتبر الأصل التاريخي للبلدية، وبونتي تريزا. تشمل لافينا منطقة كاستيلو، التي يمكن تأريخها إلى حوالي القرن الثاني عشر، ومنطقة فيلا، التي أُنشئت في النصف الأول من القرن الثامن عشر. أما أصول بونتي تريزا فتعود إلى وقت أحدث بكثير، حوالي عام 1846، بعد بناء الجسر على النهر الذي تقع عليه بلدة بونتي تريزا.

## المدن الشقيقة
- Mesoraca
- Lacedonia
- Aquilonia
- Calitri

## انظر ايضا في ايطاليا
1. بحيرة لوغانو – بحيرة كبيرة تمتد عبر الحدود بين سويسرا وإيطاليا.
2. بلدة بونتي تريزا السويسرية – البلدة السويسرية المجاورة والتي تُعدّ وجهة مميزة للتسوق وتناول الطعام.
3. مونتي كاسلانو – منطقة طبيعية قريبة تحتوي على مسارات للمشي وتطل على بحيرة لوغانو.
4. سوق لوينو – أحد أكبر الأسواق المفتوحة في إيطاليا، ويقام كل يوم أربعاء.
5. مدينة فاريزي – مدينة أكبر تقع على بُعد حوالي نصف ساعة بالسيارة، وتحتوي على حدائق وفيلات تاريخية.
6. حديقة سويس مينياتور – حديقة في بلدة ميليدي السويسرية تعرض نماذج مصغّرة للمعالم السويسرية.
7. جبل بري – يُمكن الوصول إليه عبر سكة حديد معلقة من مدينة لوغانو ويوفّر إطلالات مذهلة.
8. مسار بحيرة لوغانو – مسار مشي ذو مناظر خلابة يمر عبر عدة قرى على طول البحيرة.

## روابط خارجية
- لافينا بونتي تريزا

 إيطاليا